# Dolyns'ka
Dolyns'ka (in ucraino Долинська?) è una città  dell'Ucraina (18 225 abitanti) situata nel distretto di Kropyvnyc'kyj, nell'oblast' di Kirovohrad. Ospita l'amministrazione della comunità territoriale di Dolyns'ka, una delle comunità territoriali dell'Ucraina.
Fino al 18 luglio 2020 Dolyns'ka è stata il centro amministrativo del distretto di Dolyns'ka, abolito come parte della riforma amministrativa dell'Ucraina, che ha ridotto a quattro il numero dei distretti dell'oblast' di Kirovohrad. L'area del distretto di Dolyns'ka è stata fusa nel distretto di Kropyvnyc'kyj.